# Лакомб, Люсиен
„Лакомб, Люсиен“ (на френски: Lacombe Lucien) е френско-италианско-западногермански филм от 1974 година, драма на режисьора Луи Мал по негов сценарий в съавторство с Патрик Модиано.

## Сюжет
Действието се развива в 1944 година, по време на Германската окупация на Франция през Втората световна война. Люсиен Лакомб (Пиер Блез) е глуповат селски младеж, който търси начин да напусне тежката и неблагодарна работа на санитар в болница. Първоначално се опитва да се включи в Съпротивата, но след като му отказват под предлог на ранната му възраст, се включва в група френски сътрудници на Гестапо. Възползвайки се от придобитите по този начин привилегии, той се натрапва в образовано еврейско семейство, живеещо под заплахата от ликвидиране от германците, започвайки връзка с дъщерята Франс Хорн (Орор Клеман). В края на филма Лакомб убива германски войник и се опитва да преведе Франс Хорн и баба ѝ в Испания, заловен е от Съпротивата и е екзекутиран.

## В ролите
| Изпълнител         | Роля          |
| ------------------ | ------------- |
| Пиер Блез          | Люсиен Лакомб |
| Орор Клеман        | Франс Хорн    |
| Холгер Льовенадлер | Алберт Хорн   |
| Терезе Гизе        | Бела Хорн     |